# 北京农商银行

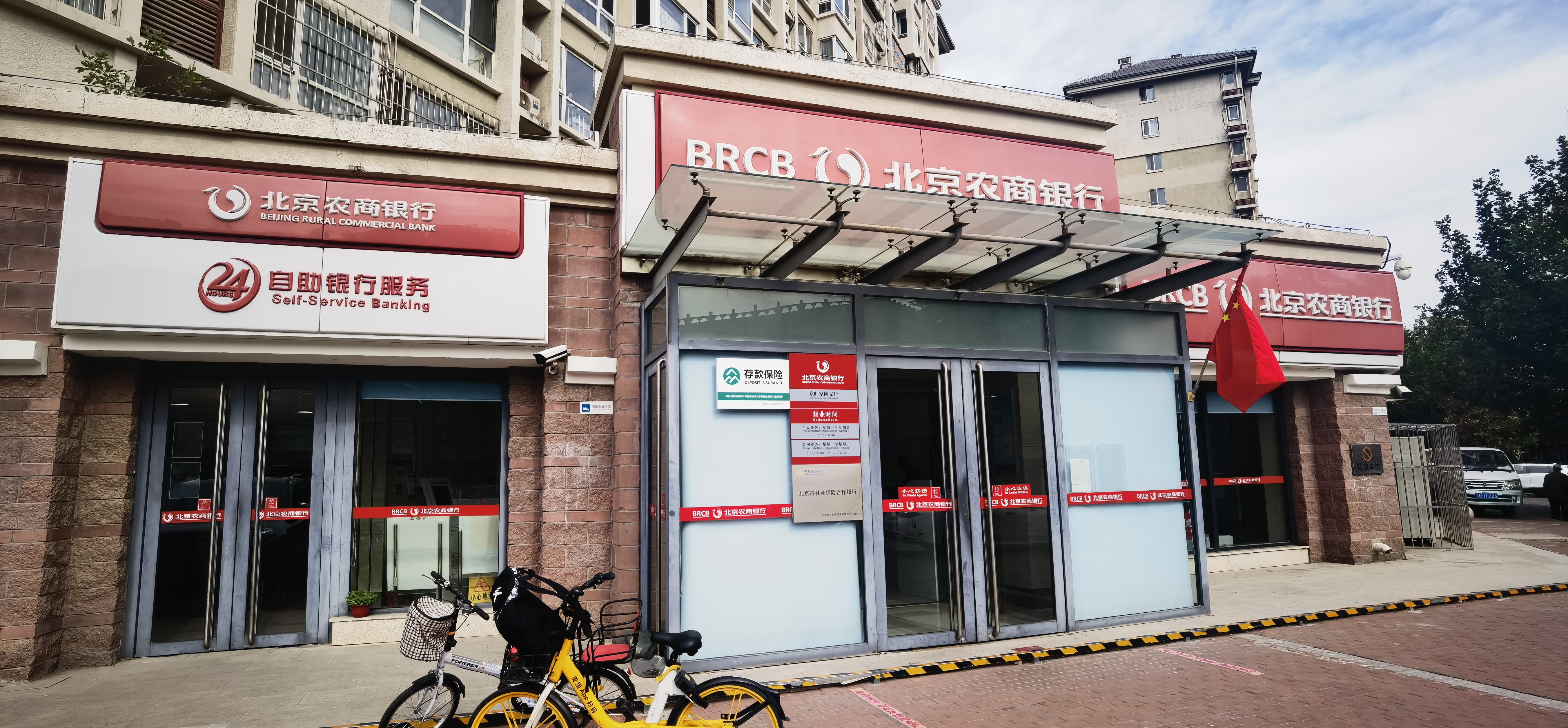
北农商的一家支行

北京農村商業銀行股份有限公司（簡稱北京農商銀行，縮寫：BRCB，原名北京農村商業銀行）是經中華人民共和國國務院批准組建的首家省級股份制農村商業銀行，其前身爲北京市農村信用合作社。在2017年英國《銀行家》雜志全球銀行排名中，北京農商銀行資産規模位列第164位，一級資本位列第204位；全球銀行品牌500強中位列第321位。

## 曆史沿革
- 1951年，北京市農村信用合作社成立。
- 2000年1月16日，經中國人民銀行總行批准，中華人民共和國境內第一家省級信用聯社——北京市農村信用合作社聯合社正式挂牌成立。
- 2005年10月18日，經中國銀監會批准[2]，北京農村商業銀行正式營業。
- 2011年5月，經北京市銀監局批准，更名爲“北京農商銀行”[3]，北京市農村信用合作社聯合社改組爲北京農村商業銀行股份有限公司。

## 業務發展
2016年，北京農商銀行總利潤總額70.97億元，同比上年增加5.73億元，增長8.78%；淨利潤55.1億元，同比上年增加3.15億元，增長6.06%。在發展領域，北京農商銀行積極融入京津冀協同發展，支持京津冀重點項目25個。並深化與同業的合作，例如與天津農商銀行組建異地銀團貸款支持軌道交通建設。

## 外部連結
- 北京農商銀行官方網站（页面存档备份，存于）（简体中文）